# Tod Browning
Charles Albert Browning, Jr., född 12 juli 1880, död 5 oktober 1962, mer känd som Tod Browning, var en amerikansk filmregissör och skådespelare vars karriär sträckte sig över både stumfilms- och ljudfilmserorna. Han är främst känd för att ha regisserat Dracula (1931) med Bela Lugosi i titelrollen, och kultklassikern Freaks (1932). Han regisserade många filmer i ett brett spektrum av genrer.

## Tidigt liv
Tod Browning föddes i Louisville, Kentucky, och var Charles och Lydia Brownings andra son. Som en ung pojke satte han upp amatörteaterpjäser i familjens bakgård. Han var fascinerad av cirkus och karnevalsliv, och vid 16 års ålder rymde han ifrån sin välbärgade familj för att bli cirkus- och karnevalartist.
Han bytte namn till "Tod", och reste mycket med karnevaler, cirkusar och sideshows. Hans jobb inkluderade att arbeta som talare för Wild Man of Borneo, att utföra sin begravningsakt i vilken han framträdde som "The Living Corpse" ("Det levande liket"), och att framträda som clown med Ringling Brothers Circus. Han använde senare dessa erfarenheter som inspiration till några av sina senare filmer.
Han framträdde i vaudeville som skådespelare, magiker, dansare, et cetera. Han figurerade i Mutt and Jeff och The Lizzard and the Coon-akterna, och i blackface-akten The Wheel of Mirth med komikern Charles Murray.

## Början till en filmkarriär
Senare, när Browning arbetade som regissör vid en teater i New York, träffade han D. W. Griffith. Han började skådespela ihop med Murray i nickelodeon-komedier för Griffith och företaget Biograph.
År 1913 lämnade Griffith Biograph och flyttade till Kalifornien. Browning följde efter och fortsatte att spela i Griffiths filmer, nu för Reliance-Majestic Studios, bland annat som statist i den episka filmen Intolerance. Ungefär då började han också regissera, och gjorde så småningom 11 kortfilmer för Reliance-Majestic.
I juni 1915 krockade han sin bil i hög hastighet med ett tåg. Hans medpassagerare var skådespelaren Elmer Booth och George A. Seigmann. Booth dog omedelbart, medan Seigmann och Browning fick allvarliga skador, i Brownings fall bland annat ett splittrat högerben och förlust av sina framtänder. Under sin återhämtning skrev Browning manuskript, men återvände inte till aktivt arbete inom film förrän 1917.

## Stumlångfilmer
Brownings långfilmsdebut blev Jim Bludso (1917), som handlar om en flodbåtskapten som offrar sig själv för att rädda sina passagerare från en brand. Filmen blev väl mottagen.
Browning flyttade tillbaka till New York 1917. Han regisserade två filmer för Metro Studios: Peggy, The Will o' The Wisp och The Jury of Fate, båda med Mabel Taliaferro, som i den sistnämnda gjorde en dubbelroll med hjälp av dubbelexponerings-tekniken som var revolutionerande på den tiden. Han flyttade tillbaka till Kalifornien 1918 och gjorde ytterligare två filmer för Metro: The Eyes of Mystery och Revenge.
Våren 1918 lämnade han Metro och anslöt sig till Bluebird Productions, ett dotterbolag till Universal Pictures, där han träffade Irving Thalberg. Thalberg parade ihop Browning med Lon Chaney, Sr. för första gången för filmen The Wicked Darling (1919), ett melodrama i vilket Chaney spelade en tjuv som tvingar en fattig flicka från slummen in i kriminalitet.
Hans fars bortgång medförde att Browning drabbades av en depression, som ledde till alkoholism. Han friställdes från Universal och hans fru lämnade honom. När han återhämtade sig försonades han med sin fru, och fick ett en-films-kontrakt med Metro-Goldwyn-Mayer. Filmen han gjorde för MGM, The Day of Faith, blev en hyfsad framgång och hans karriär var på rätt spår igen.
Thalberg återförenade Browning med Lon Chaney inför The Unholy Three (1925), som handlar om tre cirkusartister som kokar ihop en plan för att stjäla juveler från de rika med hjälp av förklädnader. Brownings cirkuserfarenhet syns på hans sympatiska porträtt av antihjältarna. Filmen blev en stor succé, och nyinspelades 1930 som Lon Chaneys första, och enda, ljudfilm. Browning och Chaney gjorde därefter en serie populära samarbeten, inklusive The Blackbird och The Road to Mandalay. The Unknown (1927), ursprungligen betitlad Alonzo the Armless, kan anses vara en föregångare till Freaks på så sätt att den involverar en kärlekstriangel som involverar ett cirkusmissfoster. London After Midnight (1927), från denna period, blev Brownings första färd in i vampyr-genren och är en synnerligen eftertraktad förlorad film. Deras slutliga samarbete blev Where East is East (1929), av vilken bara inkompletta kopior har överlevt. Brownings första ljudfilm blev The Thirteenth Chair (1929), som också släpptes som stumfilm, och hade Bela Lugosi i huvudrollen.

## Ljudfilmer
Efter Chaneys död 1930 anställdes Browning av Universal Pictures för att regissera Dracula (1931). Trots att Browning ville anställa en okänd europeisk skådespelare för titelrollen, och ha honom främst utanför bild som en illavarslande närvaro, blev det nödvändigt på grund av budgetrestriktioner och studiokonflikter att använda Bela Lugosi på ett mer rättframt sätt. Även om filmen numera räknas som en klassiker, var Universal missnöjda med den och föredrog den spanskspråkiga versionen som filmades i samma studior under nätterna.
Efter att ha regisserat boxningsmelodramat The Iron Man (1931), började han arbeta på Freaks (1932). Den baserades på en novell av författaren av The Unholy Three, och handlar om en kärlekstriangel mellan en välbärgad dvärg, en guldgrävande luftakrobat och en stark man, mord och hämnd utdelad av dvärgen och hans kamrater på cirkusen. Filmen blev mycket kontroversiell, även efter rejäl nedklippning för att avlägsna scener som uppfattades som stötande, och blev ett kommersiellt misslyckande. Detta ledde till att Brownings karriär spårade ur.
Browning fann sig själv oförmögen att få klartecken till de projekt han ville genomföra. Efter att ha regisserat dramat Fast Workers (1933) med John Gilbert i huvudroll, som inte heller stod bra till med studion, tilläts han regissera en nyinspelning av London After Midnight, ursprungligen betitlad Vampires of Prague, som senare fick titeln Mark of the Vampire (1935). I nyinspelningen delades Lon Chaneys roller från originalet upp mellan Lionel Barrymore och Bela Lugosi (som använde sig av sin Dracula). Efter det regisserade han The Devil Doll (1936), ursprungligen betitlad The Witch of Timbuctoo, efter ett manuskript han skrivit själv. Den hade Lionel Barrymore i huvudrollen som en man på rymmen från ett fängelse beläget på en ö, som hämnas på de som fängslade honom med hjälp av dockor givna liv med hjälp av magi. Brownings sista film blev mordmysteriet Miracles for Sale (1939).

## Pension
Efter Miracles for Sale gjorde Browning en del scenarioarbeten för MGM. 1942 pensionerades han sig och flyttade till Malibu. Han blev en sådan ensling att snart efter att hans fru dog 1944, publicerade tidskriften Variety av misstag en dödsannons för honom. Även hans grannar såg honom sällan. Under det sena 1950-talet utvecklade han strupcancer, vilket medförde en nödvändig tungoperation. När hans bror Avery dog 1959, närvarade han begravningen från ett privat rum och tillät inte några familjemedlemmar att se honom. Den 6 oktober 1962 hittades han död i sitt badrum av några vänner.